# 중앙아프리카 시간
|  | UTC−01:00 | 카보베르데 시간                                                                     |
|  | UTC±00:00 | 서유럽 표준시 · 그리니치 평균시                                                     |
|  | UTC+01:00 | 중앙유럽 표준시 · 서아프리카 표준시 · 서유럽 일광 절약 시간대                       |
|  | UTC+02:00 | 중앙아프리카 시간 · 동유럽 표준시 · 남아프리카 표준시 · 서아프리카 일광 절약 시간대 |
|  | UTC+03:00 | 동아프리카 시간                                                                     |
|  | UTC+04:00 | 모리셔스 시간 · 세이셸 시간                                                         |

중앙아프리카 시간(영어: Central Africa Time, CAT)은 중앙아프리카에서 사용되는 시간대로, 협정 세계시 (UTC)에서 2시간 빠른 표준시이다. (UTC+2)
이 시간대를 채택하고있는 나라가 적도 부근의 지역이므로 일년 내내 하루의 길이의 큰 변화는 없다. 따라서 일광 절약 시간제는 사용되지 않는다.
중앙아프리카 시간은 다음 국가에 의해 사용되고 있다.
- 부룬디
- 보츠와나
- 이집트
- 콩고 민주 공화국 (동부)
- 리비아
- 말라위
- 모잠비크
- 나미비아
- 르완다
- 남아프리카 공화국
- 잠비아
- 짐바브웨

## 협정 세계시와의 환산
| 협정 세계시(UTC) | 중앙아프리카 표준시 |
| ---------------- | ------------------- |
| 00:00            | 02:00               |
| 01:00            | 03:00               |
| 02:00            | 04:00               |
| 03:00            | 05:00               |
| 04:00            | 06:00               |
| 05:00            | 07:00               |
| 06:00            | 08:00               |
| 07:00            | 09:00               |
| 08:00            | 10:00               |
| 09:00            | 11:00               |
| 10:00            | 12:00               |
| 11:00            | 13:00               |
| 12:00            | 14:00               |
| 13:00            | 15:00               |
| 14:00            | 16:00               |
| 15:00            | 17:00               |
| 16:00            | 18:00               |
| 17:00            | 19:00               |
| 18:00            | 20:00               |
| 19:00            | 21:00               |
| 20:00            | 22:00               |
| 21:00            | 23:00               |
| 22:00            | (다음 날) 00:00     |
| 23:00            | (다음 날) 01:00     |

## 같이 보기
- 이집트 표준시
- 칼리닌그라드 시간
- 이스라엘 표준시
- 동유럽 표준시
- 중앙유럽 일광 절약 시간대
- 남아프리카 표준시